# Batubulan (Moyohulu)
Batubulan is een bestuurslaag in het regentschap Sumbawa van de provincie West-Nusa Tenggara, Indonesië. Batubulan telt 1148 inwoners (volkstelling 2010).